# Karl Rautio
Karl „Kalle“ Rautio (russisch Карл Эрикович Раутио / Karl Erikowitsch Rautio; geb. 20. November 1889 in der Provinz Vaasa, Österbotten, Gouvernement Finnland, Russisches Kaiserreich; gest. 15. Dezember 1963 in Petrosawodsk, Karelische ASSR, RSFSR) war ein sowjetischer Komponist karelischer Nationalität, Musiklehrer und Dirigent.

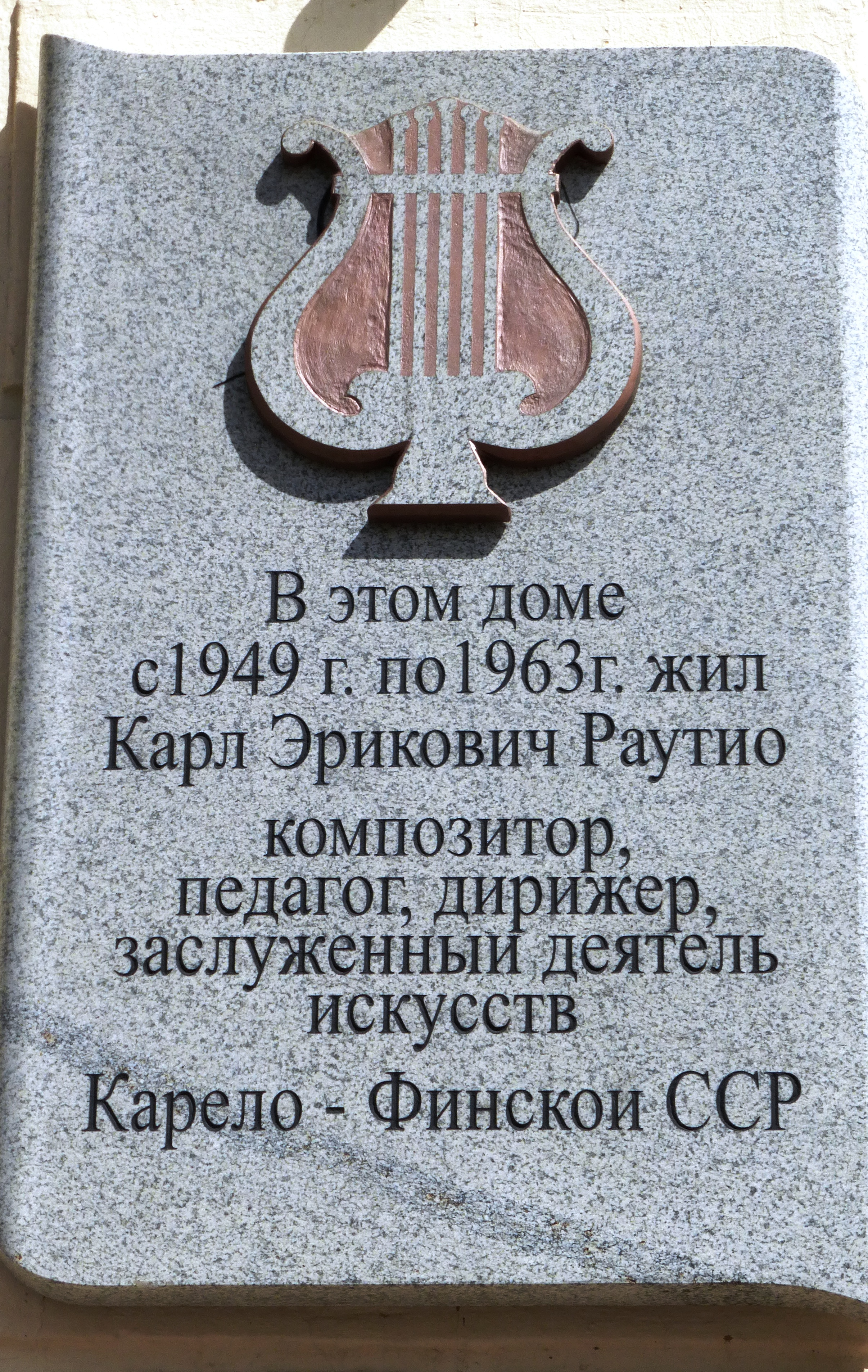
Gedenktafel für Karl Erikowitsch Rautio am Gebäude auf der Kirow-Straße 24 in Petrosawodsk

Er war der Komponist der Hymne der Karelo-Finnischen Sozialistischen Sowjetrepublik und einer der Begründer der professionellen Musikkunst in Karelien.

## Leben
Rautios Familie wanderte 1903 in die Vereinigten Staaten aus. Karl Rautio arbeitete als Bergmann und engagierte sich auch musikalisch als Leiter der Bergmannsblaskapelle. 1916 ging er zum Musikstudium an die University of California, Berkeley, und machte 1920 seinen Abschluss.

### Sowjetunion und musikalisches Wirken
1922 zog Rautio in die Sowjetunion und ließ sich in Sowjet-Karelien nieder. Rautio arbeitete als Musiklehrer an der Pädagogisch-Technischen Hochschule in Petrosawodsk und gründete den ersten gemischten Chor Kareliens sowie zwei Orchester. Im Jahr 1926 beendete er seine erste Suite für symphonisches Orchester Karelische Hochzeit. 1931 war Rautio einer der Gründer des Radio-Sinfonieorchesters der Karelischen SSR und war bis 1935 dessen erster Dirigent. Von 1948 bis 1955 war Rautio Vorsitzender des Vorstandes des Komponistenverbandes der Karelisch-Finnischen SSR und Mitglied des Vorstandes des Komponistenverbandes der UdSSR. Er arrangierte Volksmelodien, schuf  Lieder und komponierte als musikalischer Leiter des Finnischen Dramatheaters Musik für verschiedene Theaterproduktionen.

### Nachlass
Eine Reihe seiner Werke liegt nur in Manuskriptform vor und wird in den Beständen der Nationalbibliothek der Republik Karelien aufbewahrt.

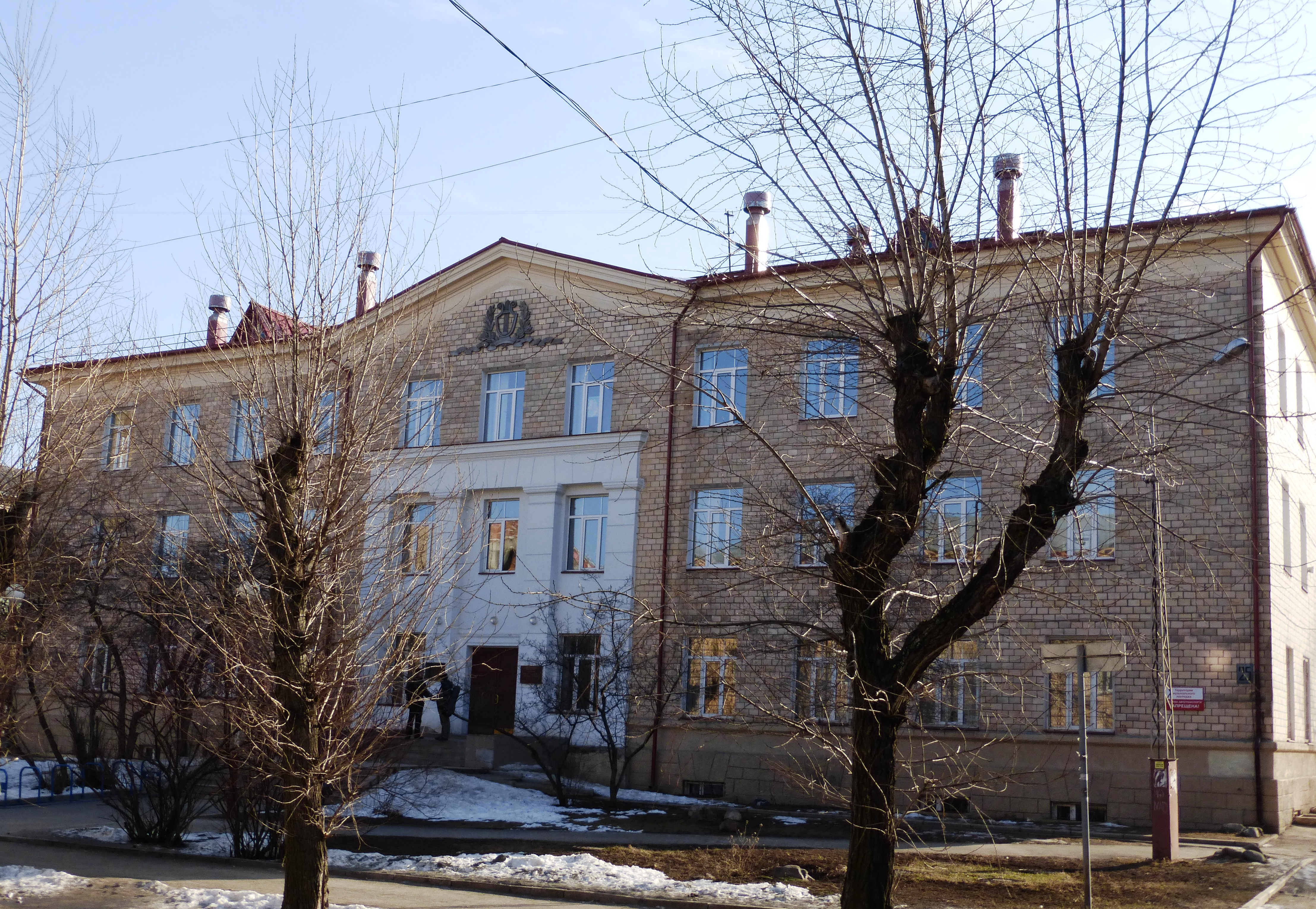
Die nach Karl Rautio benannte Musikhochschule in der Swerdlow-Straße in Petrosawodsk.

Die seit 1971 nach ihm benannte (heutige) Karl-Rautio-Musikhochschule in Petrosawodsk feierte 2013 ihr 75-jähriges Bestehen. Zu Ehren dieses Ereignisses wurde eine Gedenktafel an einem der Gebäude im Zentrum der Hauptstadt Kareliens enthüllt.
Die Gedenktafel für Karl Erikowitsch Rautio wurde am Gebäude in der Kirow-Str. 24 installiert. Sie trägt die Aufschrift: „In diesem Haus wohnte von 1949 bis 1963 der Komponist, Dirigent, Verdienter Arbeiter der Künste der Karelisch-Finnischen SSR“.

### Persönliches
Mit seiner zweiten Frau hatte Rautio vier Kinder. Seine drei Söhne wurden ebenfalls Musiker. Roine Rautio und Heino Rautio starben am 19. August 1960 bei einem Bootsunfall im Onegasee.
Begraben ist Karl Rautio auf dem Friedhof Sulaschgorsk in Petrosawodsk.

## Auszeichnungen
- Zwei Orden des Roten Banners der Arbeit
- Ehrenzeichen der Sowjetunion